# Севастопольський морський торговельний порт
Севасто́польський морськи́й торгове́льний порт — державне підприємство, універсальний незамерзаючий морський порт розташований на Кримському узбережжі Чорного моря в Севастополі.

## Загальні відомості
Управління порту, портофлоту, капітанія і диспетчери перебувають у Південній бухті, за адресою: площа Нахімова, 5, перевантажувальні комплекси — в Інкермані.
Порт відкритий для заходу суден цілий рік і забезпечує їх цілодобову проводку і швартування, має причали для пасажирських суден. Спеціалізується на:
- перевалці вантажів;
- перевезенні пасажирів на внутрішньоміських катерних лініях;
- прийомі пасажирських круїзних суден;
- забезпеченні безпеки мореплавання;
- підтримці бухт міста в чистоті.

Порт оснащений сучасним обладнанням, перевантажувальними машинами і механізмами, що забезпечують переробку навалювальних вантажів, металопрокату, лісу, тарно-штучних та пакетованих вантажів. Виконує вантажно-розвантажувальні роботи, складські і транспортно-експедиторські операції, перевезення вантажів та пасажирів морським та автомобільним транспортом, прийом пасажирських і вантажних судів, буксирувальні операції. Потужності порту дозволяють переробляти 600 тисяч тонн вантажів на рік.

## З історії
У 1875 році з пуском в експлуатацію залізниці Севастополь офіційно оголошено експортним комерційним портом. У 1884 році частина західного берега Південної бухти була надана для пристрою комерційного порту (Царська пристань).
Статус Севастополя як військово-морської бази Чорноморського флоту обмежував розвиток торгівлі. До 1992 року основна діяльність порту була пов'язана з перевезеннями пасажирів, з будівельною індустрією міста і військово-промисловим комплексом.
Розпорядженням Кабінету Міністрів Україні 1996 року в Севастопольському порту відкрито пункт пропуску через державний кордон України для міжнародних сполучень із правом заходження іноземних невійськових суден. Це дало можливість нарощувати порту вантажопереробку (у тому числі, залучаючи транзитні вантажопотоки), приймати іноземні туристичні судна.

## Сучасність
Через анексію Криму Росією Євросоюз увів санкції щодо порту, відтак суднам вищезгаданої організації заборонено заходити в порт. З 10 серпня 2015 аналогічні санкції введені також урядом США.